# Kevin Rudd
Kevin Michael Rudd (Nambour, Queensland, Ausztrália, 1957. szeptember 21. –) ausztrál politikus. Az Ausztrál Munkáspárt elnöke 2013-ban és előtte 2006 és 2010 között, Ausztrália miniszterelnöke 2013-ban és előtte 2007 és 2010 között, valamint a 2010-es választásokat követően külügyminiszter 2010 és 2012 között.

## Politikai pályafutása
A 2007-es novemberi választásokon az Ausztrál Munkáspárt Rudd vezetése alatt legyőzte a John Howard vezette Liberális-Nemzeti koalíciós kormányt. Ezzel 11 év után újra a Munkáspárt került hatalomra. 2010 június 24-én Julia Gillardot, Rudd helyettesét választották meg kormányfőnek. A Munkáspárt törvényhozói egyhangúlag támogatták Gillard kinevezését. Rudd reálisan mérte fel a helyzetet, és nem is próbálkozott a tisztség megtartásával; a pártvezetői posztról és a miniszterelnökségről egyaránt lemondott, átadva helyét Gillardnak és az első Gillard-kormánynak.
A 2010-es választásokat követően, 2010. szeptember 14-én Quentin Bryce főkormányzó beiktatta a második Gillard-féle kormányt, amelyben Kevin Rudd lett a külügyminiszter, elődje, Stephen Smith pedig a védelmi miniszter.
2012. február 22-én Washingtonban Rudd bejelentette lemondását. Döntését azzal indokolta, hogy a miniszterelnök támogatása nélkül nem tudja elvégezni a munkáját. Tervezte, hogy újraindul a Munkáspárt elnöki posztjáért, de Gillard javaslatára egy rögtönzött párton belüli elnökválasztást tartottak 2012 február 27-én, amit Gillard nyert meg 71:31 arányban. Rudd kijelentette, hogy nem fogja újra jelöltetni magát. Mark Arbib szenátor lemondott, Bob Carr lett az új szenátor és a külügyminiszter.
2013. június 26-án a Munkáspárt elnökválasztást tartott, amelyen Rudd 57 szavazatot kapott, szemben Gillard 45 szavazatával. A szavazást követően Gillard lemondott a miniszterelnöki posztról, és bejelentette, hogy visszavonul a politikától. Rudd június 27-én letette a miniszterelnöki esküt Quentin Bryce főkormányzó előtt, és ezzel ismét Ausztrália vezetője lett.
Rudd az első hivatalban lévő ausztrál miniszterelnök, aki az azonos neműek házasságát támogatja.
2013. augusztus 4-én Rudd bejelentette hogy szeptember 7-én az országban általános választások lesznek. Rudd megnyerte a szavazókerületét Queensland-ben, de a választást a Munkáspárt elveszítette, és a Liberális-Nemzeti koalíció vezetője, Tony Abbott lett az új miniszterelnök. Rudd a Munkáspárt vezetői tisztéről lemondott.
2013. november 13-án Rudd bejelentette a parlamentben hogy visszavonul a politikából 15 év után. Három nappal később lemondott parlamenti mandátumáról, ami miatt pótválasztást fognak tartani a Griffith Queenslandi szavazókerületben.

## Magánélete
1981-ben házasodott meg; felesége Thérèse Rein. Három gyerekük született; Jessica, Nicholas és Marcus. 2012 júniusában megszületett első unokája (Jessica kislánya).
Rudd beszél Mandarinul és tanult kínai történelmet.

## Külső hivatkozások
- Kevin Rudd beszéde a 2007-es választások után
- Kevin Rudd lapja az Ausztrál Munkáspárt honlapján
- Kevin Rudd lapja az Ausztrál Parlament honlapján